# A gyűrű ereje (Így jártam anyátokkal)
A gyűrű ereje az Így jártam anyátokkal című televízió-sorozat nyolcadik évadának tizennegyedik epizódja. Eredetileg 2013. január 21-én vetítették, míg Magyarországon 2013. október 28-án.
Ebben az epizódban Ted egy nála sokkal fiatalabb lánnyal kezd el járni, akiről Barney megdöbbentő dolgot tud meg. Robinnak feltűnik, hogy a jegygyűrűje milyen hatást gyakorol a férfiakra. 

## Cselekmény
Ted besétál a bárba és elmeséli a többieknek, hogy szedett ki egy idős hölgyet egy taxi alól. A többiek erre nem is figyelnek, hanem helyette a bőr csuklószorítóját kezdik el tanulmányozni, és cikizik miatta. Ted azt mondja, hogy azért hordja, mert az új randijának bejön, de őt nem hozhatja el a bárba, mert még csak 20 éves. Egy bőrdíszműves boltban találkozott vele, és már alig várja az esti randit. Másnap kiderül, hogy az egész kész katasztrófa volt. Nincs bennük semmi közös, a lány olyan kifejezéseket használt, amit meg se értett, fura ételeket ettek, ráadásul sokkal idősebbnek kezelte Tedet, mint amennyi valójában. Így bár a lány szexi, Ted véget akar vetni a kapcsolatnak.
Aznap éjjel Barney ébreszti fel Tedet, és közli vele, hogy le kell feküdnie a lánnyal. Szereti Robint és vele akar lenni, de a teste elvonási tünetektől szenved az egyéjszakás kalandok hiánya miatt, így hát Tednek kell teljesítenie "helyette". Mivel semmi közös nincs bennük, Ted nem tud kötődni hozzá, és szakítani akar, de amikor megszólal a telefonja, és a csengőhang R2D2 csipogása, kiderül, hogy mindketten szeretik a Star Wars-t, és ez Tednek elég is. Később Ted elhenceg Barneynak, hogy megfektette a lányt, és fotókat is mutat neki róla – ekkor döbben rá Barney, hogy a lány igazából Carly, a féltestvére. Dühös lesz Tedre és elviharzik a bárból. Kicsit később felhívja telefonon, elnézést kér a hevességért és áthívja szivarozni. Ted el is megy, és meglepetésére Carlyval fut össze. Megjelenik Barney és közli, hogy kettejüknek össze kell házasodni, mert ha nem teszik, akkor ez is csak egy ócska, tartalmatlan egyéjszakás kaland lenne. Ted figyelmezteti, hogy az, hogy így vélekedik, az azt jelenti, hogy megszabadult az elvonási tüneteitől, amit Barney örömmel konstatál.
Robin elkezdi viselni a jegygyűrűjét, és hirtelen nagy változásokat tapasztal. Nem kap már ingyen dolgokat, például reggeli kávét és bagelt. Marshall és Lily felvilágosítják, hogy mindez a gyűrű ereje miatt van: láthatatlanná válik a férfiak számára. Később a bárban is ki kell várnia a sort (pedig korábban a férfiak mindig előreengedték), ezért egy pillanatra leveszi a gyűrűt, és átmenetileg minden olyan lesz, mint azelőtt. Meg is mondja Marshalléknak, hogy szerinte ez így szívás. Ők azonban elmondják, hogy nincs annál felemelőbb, mint amikor az az egy különleges személy néz rád és mindenki más láthatatlan lesz. Aznap este Robin is megtapasztalja ezt az érzést a bárban, amikor Barney ránéz. Mikor Marshall megkérdi, hogy ezek után akkor hogy fog italt szerezni, Robin csak szól Barneynak, aki készséggel hoz neki is.
Miután Ted levette a csuklószorítót, Marshall veszi azt fel, és Lilyt furcsa módon beindítja a látványa. Nem sokkal később Robinnak feltűnik, hogy Marshall keze allergiás tüneteket kezd el produkálni, és fel van dagadva. Mégsem veszi azt le, mert azt mondja, most, hogy van gyerekük, minden fájdalmat megér, ha azért cserébe egy kis szex jár. Később Lilynek is feltűnik a dolog, és leveteti Marshallal a csuklószorítót, és azt mondja neki, hogy nem kell ilyesmit hordania, mert anélkül is szexinek látja.
Az epizód végén Ted egy kalapban állít be a bárba, Lilynek pedig tévedésből rossz ruhát küldtek postán, amiben Marshall szerint úgy néz ki, mint egy kertvárosi anyuka, ami teljesen beindítja őt.

## Kontinuitás
- Lily hasonló problémával küzd a gyűrűje miatt "A szabadság édes íze" című részben.
- Egy nő "felségnek" szólítja Barneyt, amikor távozik a bárból. A "Selejtező" című részben Barney azzal szédített egy nőt, hogy azt hazudta, ő egy norvég herceg.
- Barney hasonló hangsúllyal kiáltja, hogy "Barátság vége!", mint amikor "Az ing visszatér" című részben azt hitte, hogy Ted dobott egy pornósztárt.
- Barney ismét célozgat rá, hogy lefeküdt Ted anyjával.
- Barney legálisan összeadhat embereket, mint az a "Valami kölcsönvett" című részben is látható volt.
- Barney megint kacsintgat, miután az "igazat" mondta.
- Carlyról először az "Apu, a fergeteges" című részben esett szó.
- Ted a "Romboló építész" című részben is megváltoztatta a személyiségét, ha egy nőről volt szó.
- Az epizódban látható egy zenés-táncos betét, mint a "Nők versus Öltönyök" című részben.
- Barney szerint nem kellene a randin a költészetről meg az építészetről beszélnie – Ted kedvenc költője Pablo Neruda, amire többször célzott már, és az építészettörténetet is imádja.
- Barney "A háromnapos szabály" című részben kifejezetten megemlítette, hogy a Carly nevű nők, illetve az "ly" végződésű nevűek perverzek.

## Jövőbeli visszautalások
- Robin "Az erőd" című részben is megemlíti, hogy nem igazán kellett lakbért fizetnie.

## Érdekességek
- A "Tanulmányi kirándulás" című részben Ted simán behozta az osztályát a MacLaren's Bárba, pedig ők se voltak 21 évesek. Mindazonáltal New York államban egy bár dönthet úgy, hogy napközben beenged fiatalkorúakat is, csak este tilos lejönniük.
- Ebben az epizódban dőlt meg egy népszerű rajongói teória, miszerint Barney húga lenne az Anya.
- Az epizód eredeti címe (Ring Up) rímel Barney frázisára: Suit Up (öltözz ki!)
- Ashley Benson a második színész a "Hazug csajok társasága" című sorozatból, aki szerepel az Így jártam anyátokkal-ban. A másik színész Lucy Hale, aki Katie Scherbatsky-t, Robin húgát játszotta.

## Vendégszereplők
- Ashley Benson – Carly

## Zene
- Drew Holcomb and the Neighbors – What Would I Do Without You

## Fordítás
- Ez a szócikk részben vagy egészben  a   Ring Up című angol Wikipédia-szócikk ezen változatának fordításán alapul.  Az eredeti cikk szerkesztőit annak laptörténete sorolja fel. Ez a jelzés csupán a megfogalmazás eredetét és a szerzői jogokat jelzi, nem szolgál a cikkben szereplő információk forrásmegjelöléseként.